# هاغين كلاينيرت
هاجن كلاينرت (بالألمانية: Hagen Kleinert) أستاذ الفيزياء النظرية في جامعة برلين الحرة بألمانيا الإتحادية (منذ عام 1968). وهو أستاذ فخري في الجامعة القيرغيزية الروسية السلافية, وعضو فخري في [الأكاديمية الروسية للرواد المبتكرين]. وقد منح جائزة وميدالية ماكس بورن لعام 2008 من أجل مساهماته في مجال فيزياء الحالة الصلبة وفيزياء الجسيمات الأولية.
كلاينرت نشر ما يربو عن 370 (ثلاثمائة وسبعون) ورقة علمية في الفيزياء الرياضية وفيزياء الجسيمات الأولية والفيزياء النووية وفيزياء الحالة الصلبة وفيزياء البللورات السائلة وفيزياء الأغشية الحيوية وفيزياء المستحلبات المايكروية وفيزياء البوليميرات وأخيرا في نظرية الأسواق المالية. وقد ألف عددا من الكتب في الفيزياء النظرية. نشرت منذ سنة 1990 أشهرها كتاب «تكاملات المسار في ميكانيك الكم، والإحصاء، وفيزياء البوليميرات والأسواق المالية». الطبعتان الأخيرتان تضمتا فصولا إضافية في تطبيق تكاملات المسار في الأسواق المالية. وقد لاقى هذا الكتاب العديد من المراجعات الرصينة;.
بعد أن أنهى كلاينرت عامه الدراسي الأول في جامعة هانوفر وفي معهد جورجيا للتكنولوجيا تلفي علومه في مجال النسبية العامة على يد جورج جاموف، أحد الآباء المؤسسين لنظرية الانفجار العظيم. وقد زار كلاينرت عندما كان لايزال أستاذا شابا معهد كالتيك وقد حظي هناك باهتمام الفيزيائي الأمريكي الشهير ريتشارد فاينمان. اكتشف كلاينرت طريقة استخدام تكاملات المسار التي ابتدعها ريتشارد فاينمان في حل تكامل المسار لذرة الهيدروجين.
قاد هذا الاكتشاف إلى مدى واسع من التطبيقات لتكاملات المسار. لاحقاٌٌ تعاون ''كلاينرت مع فاينمان في تأليف ونشر عدد من آخر ما نشره فاينمان قبيل وفاته;. وقد قادت كل هذه الجهود العلمية الرائدة إلى التوصل إلى طريقة رياضية لتحويل متسلسلات القوى الأسية الضعيفة الترابط المتشتته إلى متسلسلات قوى أسية لكنهت قوية الترابط ومتجمعه. يطلق على هذا اسم نظرية الاضطرابات المتغيرة. وقد أدى هذا إلى ما أصبح حاليا يعرف بالنظرية الأدق لدراسة الأسس الحرجة المرافقة لتحول الطوري الثنائي الدرجة
كما لوحظ في التحولات في سائل الهيليوم الفائق في تجربة أجريت على متن قمر اصطناعي;.
وتوصل كلاينرت من خلال نظربات الحقل الكمومي أيضا إلى الأصل; الذي يرجع اليه جبر متبقيات ريجيه المقرح من قبل نيكولا كابيبي، ول. هورفيتس، ويوفال نويمان (انظرصفحة 232 من ).
بالتعاون مع ك. ماكيي تمكن كلاينارت في توضيح تركيب الأيكوزاهيدرال (مجموعة لها درجة ستينية من التدويرات المتناسقة) لأشباه البللورات.
اكتشف كلاينرت عام 1982 النقطة الثلاثية في مخطط التحولات الطورية بين النوعين الأول والثاني لأشباه الموصلات، حيث تنقلب درجة التحول الطوري بين الأولى والثانية. هذا الاكتشاف تم تأكيده في عام 2002 من خلال محاكاة حاسوبية تستعمل تقنيه المونت كارلو.
النظرية المعتمدة على نظرية المجال الغير منتظم والتي طورها كلاينرت في كتبه عن المجالات المعايرة في المادة المكثفة (المجالات المعايرة يقصد بها في الفيزياء المجالات الجاجية أي التي لا تتغير عند تحويل تناسقها إما محليا أو شموليا) يتم وصف الخواص الإحصائية، الدوامات المتذبذبة أو الخطوط المعيبة كإثارات أولية تكون تكاملاتها الفاينمانية صورا لخطوط. نظرية المجال الغير منتظم هي النسخة التوأم من نظرية المجال الغير منتظم التي اقترحها ليف د. لانداو للتحولات الطورية.
في مدرسة إيريتشه الصيفية في عام 1978 اقترح كلاينارت وجود تناظر فائق مكسور في النوى الذرية. وقد تم بالفعل البرهنة على وجودها لاحقا.
نظريته عن الحقل الكمومي التجميعية وعن عملية هدرنة النظريات الكواركية كانتا رائدتين لعدد كبير جدا من التطورات التي طرأت على نظرية المادة المكثفة وفيزياء الجسيمات الأولية والفيزياء النووية.
عام 1986 أدخل كلاينارت; تدعيما على نظرية الأوتار، والتي عادة ما تمتلك وترا وحيدا. من خلال هذه الطريقة تم الحصول على تطوير فائق للخواص الفيزيائية للأوتار. ولأن الفيزيائي الروسي الشهير أليكساندر بولياكوف اقترح مستقلا نفس هذا التطوير أصبحت تعرف هذه النظرية باسم أوتار كلاينارت بولياكوف.
بالتعاون مع أ. تشيرفياكوف طور كلاينارت نظرية التوزيعات من الأبعاد الخطية إلى أشباه مجموعات بواسطة تعريف مضروباتها فقط (في النظرية الرياضية، فقط التركيبات الخطية هي التي تعرف). وقد أصبح هذا التطوير ممكنا بواسطة المتطلبات الفيزيائية التي تجعل من التكاملات الخطية غير متأثرة بتغيير المحاور; هذه الخاصية مهمة وضرورية لمساواة الصور التكاملية الخطية بنظرية شرودنجر.
كمقابل لنظرية الأوتار استخدم كلاينارت محاكاة كاملة بين الهندسة الغير إقليدية وهندسة البللورات المعيبة من أجل تركيب نموذج للكون يطلق عليه اسم البللورة الكونية أو بللورة بلانك وكلاينارت والتي لها أبعاد بلانكية. وهي نظرية مختلفة تماما عن نظرية الأوتار. في هذا النموذج تولد المادة عيوبا في الزمان والأبعاد المكانية. هذه العيوب هي المسئولة عن توليد الانحناءات وعن كل التاثيرات التي تصفها نظرية النسبية العامة. اسم هذه النظرية مستوحى من الفنانة الإيطالية لاورا بيسي لتحويل الزجاج إلى هياكل تعرف بالعوالم البللورية. (انظر إلى النهاية اليسري لهذه الصفحة).
كلاينرت هو عضو في مشروع كلية الدولية للفيزياء الكونية النسبية (IRAP) والذي تكون شبكة دولية من العلماء العاملين في مجال الفيزياء الكونية. وكذلك كان كلاينرت مشاركا في الاتحاد الأوربي للعلوم وبالتحديد في مشروعه المعروف ب «علوم الكون المعملية».

## الكتب
- Gauge Fields in Condensed Matter, Vol. I, " SUPERFLOW AND VORTEX LINES", pp. 1–742, Vol. II, "STRESSES AND DEFECTS", pp. 743–1456, World Scientific (Singapore, 1989); Paperback ISBN 9971-5-0210-0  (also available online: Vol. I and Vol. II)
- Critical Properties of ?4-Theories, World Scientific (Singapore, 2001); Paperback ISBN 981-02-4658-7 (also available online)
- Path Integrals in Quantum Mechanics, Statistics, Polymer Physics, and Financial Markets, 5th edition, World Scientific (Singapore, 2006) (also available online)
- Multivalued Fields in in Condensed Matter, Electrodynamics, and Gravitation, World Scientific (Singapore, 2008) (also available online)

## وصلات خارجية
- صفحة هاغين كلاينيرت